# Yakovlev Yak-15
O Yakovlev Yak-15 (em russo:  Яковлев Як-15; Designação OTAN: Feather, Designação da USAF/DOD Type 2) foi um caça turbojato soviético de primeira geração desenvolvido pela OKB Yakovlev imediatamente após o fim da Segunda Guerra Mundial. Esta aeronave utilizou um motor a partir de engenharia reversa, o alemão Junkers Jumo 004. Além do sueco Saab 21R, foi uma das duas aeronaves a jato a serem convertidas com sucesso a partir de aeronaves a pistão que entraram em produção. 280 aeronaves foram construídas em 1947. Apesar de ser originalmente um caça, foi utilizado principalmente para qualificar os pilotos experientes em aeronaves a pistão para voarem aeronaves a jato.

## Projeto

### Desenvolvimento e descrição
Em 9 de Abril de 1945, o Conselho do Comissariado do Povo ordenou que a Yakovlev desenvolvesse um caça a jato de assento único a ser equipado com um motor alemão Jumo 004. Para poupar tempo, a Yakovlev baseou o novo projeto (conhecido como Yak-3-Jumo ou Yak-Jumo) na última versão de seu caça bem-sucedido a pistão Yakovlev Yak-3. O motor a pistão foi removido e o motor a jato foi montado sob a parte dianteira da fuselagem, de forma que seu escape ficasse sob a parte central da fuselagem. Para proteger a fuselagem, um escudo térmico de aço foi instalado em sua parte inferior. A parte posterior da fuselagem deu à aeronave uma configuração chamada de "pod-and-boom". Poucas mudanças foram feitas à fuselagem de metal, exceto pelo nariz da aeronave. As alterações foram feitas para acomodar o armamento de dois canhões Nudelman-Suranov NS-23 de 23 mm, um tanque de combustível adicional sobre o motor e o próprio motor. Não foram feitas alterações na asa além da eliminação de entradas de ar para o radiador do sistema de lubrificação e a dobra de uma longarina em uma forma de "U-invertido" para livrar o motor. O estabilizador vertical foi um pouco aumentado, mas o estabilizador horizontal não foi alterado. O trem de pouso convencional também permaneceu sem modificações, exceto pela bequilha que passou a utilizar várias lâminas como amortecedores. O Yak-Jumo podia carregar um total de 590 kg (1 300 lb) de combustível.

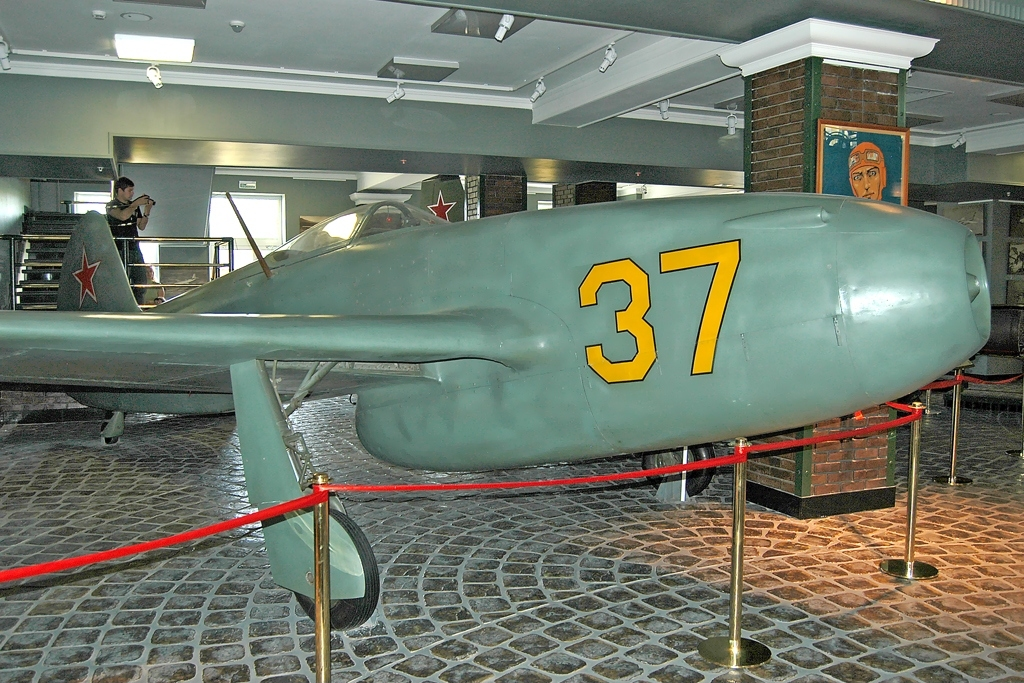
Fuselagem dianteira e motor do Yak-15

Os testes de taxi iniciaram em Outubro de 1945, mas o escudo térmico provou ser curto demais e o ar quente da exaustão do motor derreteu a estrutura de duralumínio da fuselagem traseira e o pneu da bequilha.. Modificações para resolver este problema foram feitas até o final de Dezembro daquele ano. Nesta época, um segundo protótipo havia sido construído com uma bequilha de aço sólido de um estabilizador horizontal maior. Após alguns testes de taxi, foi transferido para o Instituto Central Aerohidrodinâmico (TsAGI) para testes em tamanho real em túnel de vento, realizados até Fevereiro de 1946. No dia 26 deste mês, o Conselho do Comissariado do Povo emitiu requerimentos que a aeronave deveria ter uma velocidade máxima de 770 km/h (416 kn) ao nível médio do mar e uma velocidade de 850 km/h (459 kn) a uma altitude de 5 000 m (16 400 ft). Deveria ser capaz de subir para esta altitude em 4 minutos e 30 segundos ou menos, tendo um alcance de 500 km a 90% da velocidade máxima. Dois protótipos estavam prontos para testes de voo em 1 de Setembro.
De acordo com os historiadores da aviação Bill Gunston e Yefim Gordon, representantes das OKBs Yakovlev e Mikoyan-Gurevich jogaram cara-coroa em 24 de Abril de 1946 para determinar qual aeronave seria o primeiro jato soviético a voar. Yakovlev perdeu e o Yak-Jumo fez um circuito no aeródromo antes de pousar. Os testes em voo do fabricante foram concluídos no dia 22 de Junho, mas seu sucesso prévio fez com que o Conselho de Ministros emitisse um novo requerimento em 29 de Abril para duas aeronaves motorizadas pelo motor soviético RD-10 (conhecido como Yak-15, Yak-15RD10 ou Yak-RD). Além do novo motor, o requerimento incluiu também um alcance de 700 km na velocidade ótima de cruzeiro e a redução no teto operacional para 14 000 m (45 900 ft). Dois protótipos foram solicitados e deveriam estar prontos para testes em 1 de Setembro de 1946.
A Yakovlev foi capaz de adaptar os dois protótipos existentes ao RD-10 com pouca dificuldade e uma aeronave participou de uma passagem no show aéreo de Tushino em Agosto de 1946. Um dia após a exibição, Joseph Stalin chamou Artem Mikoyan e Aleksandr Yakovlev em seu escritório e determinou que cada OKB deveria construir 15 aeronaves para participar do desfile de 7 de Novembro na Praça Vermelha em comemoração ao aniversário da Revolução de Outubro. A Fábrica nº 31 em Tbilisi foi escolhida para construir a nova aeronave pois estava ainda construindo Yak-3 convencionais e poderia facilmente adaptar-se ao jato. TOdas as 15 aeronaves foram construídas antes do prazo, apesar de estarem sem blindagem e ao invés de ser armada, foi colocado um tanque maior de combustível, tendo também aviónica incompleta. O desfile foi cancelado e duas aeronaves foram modificadas com um único canhão de 23 mm e iniciou os testes de aceitação do estado que duraram até Abril de 1947.
Os testes revelaram alguns problemas, como que a asa fina do Yak-3 limitava a velocidade máxima da aeronave, a exaustão do motor danificava a superfície do aeródromo, a cabine de pilotagem normalmente enchia com fumaça de querosene e óleo que pingavam no motor e a aeronave tinha um alcance muito curto. Apesar destes problemas, o Yak-15 provou ser muito fácil de voar, mesmo para pilotos acostumados com caças a pistão, levando à Força Aérea Soviética aceitar o caça como um treinador de conversão.
Mesmo antes do término dos testes do estado, o Conselho de Ministros solicitou que a aeronave entrasse em produção em Dezembro de 1946. 50 aeronaves seriam construídas entre Janeiro e Abril de 1947, igualmente divididas entre aeronaves de assento único e treinadores com dois assentos, armados com um único canhão. O treinador passou por várias dificuldades durante o desenvolvimento e todas as aeronaves deste primeiro pedido foram de assento único. Destas, algumas participaram de uma exibição do Dia de Maio em Moscou no ano de 1947. Um total de 280 Yak-15 foram produzidos até o final do ano, exclusivamente protótipos. As aeronaves foram distribuídas em pequenos números em regimentos de aviação baseados na União Soviética, Polônia, Romênia, Hungria, e Manchúria para uso como treinadores de conversão. Sua manobrabilidade fez com que fosse utilizado por algumas equipes de exibição acrobática no final da década de 1940.
Um único protótipo de um treinador de dois assentos foi a primeira aeronave da primeira produção construída pela Fábrica nº 31 no outuno de 1946. O protótipo não iniciou os testes do fabricante até 5 de Abril de 1947, mesmo que as diferenças primárias de uma versão assento único era uma fuselagem redesenhada para acomodar a cabine adicional para o aluno onde o armamento ficava e uma abertura para a lateral. O treinador foi incialmente designado como Yak-Jumo vyvoznoy, mas eventualmente designado como Yak-21 apesar de alguns documentos o designarem de Yak-15V, Yak-15UT ou Yak-21V. Não foram feitos desenvolvimentos adicionais do treinador, com o sucesso da versão do treinador do Yak-17 com seu trem de pouso triciclo.
Um Yak-15 foi usado para testar um sistema de reabastecimento em voo em 1949, apesar da instalação no caça e no bombardeiro Tupolev Tu-2 que seria usado como avião-tanque serem apenas modelos não-funcionais para testar procedimentos.

### Yak-17-RD10
No dia 29 de Abril de 1946, cinco dias após o Mikoyan-Gurevich I-300 e o Yak-Jumo terem feito seu primeiro voo, o Conselho de Ministros ordenou que a Yakovlev iniciasse o projeto de uma aeronave similar ao Yak-Jumo, utilizando o motor RD-10 com aerodinâmica melhorada. Esta lembrava muito a aeronave original, mas a asa foi inteiramente redesenhada com um aerofólio de fluxo laminar, a empenagem foi aumentada e um assento ejetor foi instalado.
A parte de trás do assento era blindada e o piloto era também protegido por um pára-brisas à prova de balas. O inteiro canopy foi redesenhado para acomodar o novo pára-brisas. O trem de pouso não podia ser acomodado na asa fina, sendo redesenhado para retrair para a fuselagem. Versões de asa de alta e baixa carga foram consideradas, mas a de baixa carga (15 m²) foi escolhida para o protótipo. 
A uma altitude de 5 000 m (16 400 ft), o Yak-17-RD10, como o novo caça foi designado, deveria ter uma velocidade máxima de 822 km/h (444 kn); uma melhoria significativa sobre o  Yak-15 original. A aeronave foi concluída em 3 de Setembro e os testes em solo foram realizados até 26 de Setembro, mas nã chegou a voar, pelo fato de o Yak-15 já ter iniciado sua produção e seu trem de pouso convencional já estar obsoleto.

## Sobreviventes
A única aeronave sobrevivente conhecida é a 'Yellow 37' no Museu Técnico de Vadim Zadorozhny nos arredores de Moscou.

## Variantes
Dados de: OKB Yakovlev
- Yak-Jumo (Yak-3-Jumo): Os primeiros protótipos da série Yak-15, motorizado com motores Jumo 004 capturados.
- Yak-15-RD10: (também conhecido como Yak-RD) Designação inicial dos protótipos e aeronaves da produção inicial, motorizado com motores soviéticos RD-10 (cópias do Jumo 004), sem ou com armamento reduzido.
- Yak-15: Aeronave de produção com armamento completo
- Yak-21: Versão de treinamento com dois assentos. Apenas um construído devido ao sucesso da versão de treinamento do Yak-17.[15]
  - Yak-15V: (V - Vyvozny - treinador de familiarização) Designação alternativa para o Yak-21.
  - Yak-15U: (U - Uchebnotrenirovochnyy - treinamento) Designação alternativa para o Yak-21.
- Yak-15U (Yakovlev Yak-15U-RD10): (U - uloochshenny - melhorado) Yak-15 melhorado com trem de pouso triciclo e tanques ejetáveis, tornando-se o protótipo do Yak-17.

### Aeronaves similares mas não relacionadas
Yak-17-RD10: Uma aeronave experimental, similar na aparência com o Yak-Jumo, mas na realidade era uma aeronave completamente nova, com melhor aerodinâmica, um assento ejetor e proteção para o piloto. O único protótipo permaneceu sem voar após o cancelamento do projeto em 26 de Setembro de 1946, quando os testes em solo já estavam sendo realizados .

## Operadores
União Soviética.
- Força Aérea Soviética